# Damini
Damini (też Damini – Lightning) – bollywoodzki dramat rodzinny i sądowy. W 1993 roku zrealizował go Rajkumar Santoshi (Lajja, Halla Bol!). W rolach głównych Meenakshi Sheshadri i Rishi Kapoor. W drugoplanowych nagrodzony Sunny Deol, Kulbhushan Kharbanda, Paresh RawalAnjan Srivastav i Amrish Puri. Aamir Khan gra tu siebie tańcząc w jednej z piosenek. Damini” to klasyk z początku lat 90., w którym jest miejsce na krzywdę, na zwątpienie w prawo, w policję i na zryw do walki o prawdę. A wszystko to w labiryncie więzi rodzinnych, aranżowanych małżeństw, zemsty za odmowę ślubu i ojców cierpiących z powodu niemożności wydania córek za mąż.
Mottem filmu są słowa Gandhiego „Wyższym od sądu sprawiedliwości jest sąd sumienia. To najwyższy ze wszystkich sądów”. Jego zdjęcie na posterunku pojawia się też w tle, gdy bohaterka ma dość odwagi, by wbrew swojemu mężowi zaryzykować swoją pozycję i bezpieczeństwo opowiadając się po stronie prawdy.

## Nagrody i nominacje
- nominacja do Nagrody Filmfare dla Najlepszej Aktorki – Meenakshi Seshadri
- Nagroda Filmfare dla Najlepszego Aktora Drugoplanowego – Sunny Deol
- Nagroda Filmfare dla Najlepszego Reżysera – Rajkumar Santoshi
- National Award dla Najlepszego Aktora Drugoplanowego – Sunny Deol

## Obsada
- Tinnu Anand – wuj Shekhara
- Sulabha Arya – ciotka Shekhara
- Suhas Bhalekar
- Sunny Deol – Govind
- Anu Dhawan
- Vijayendra Ghatge – inspektor Kadam
- Rohini Hattangadi – p. Sumitra Gupta (mama Shekhara)
- Rishi Kapoor – Shekhar Gupta
- Aamir Khan – on sam
- Kulbhushan Kharbanda – p. Gupta (tata Shekhara)
- Viju Khote – Mangesh
- Achyut Potdar – komisarz policji
- Amrish Puri – Indrajit Chaddha (prawnik)
- K.K. Raina – przyjaciel Shekhara
- Paresh Rawal – p. Bajaj
- Asha Sharma – p. Chandrakant
- Anjan Srivastav – Chandrakant (tata Damini)

## Muzyka i piosenki
Autorami muzyki jest duet Nadeem-Shravan, twórcy muzyki do takich filmów jak „Deewana”, „Raja Hindustani”, „Zamaana Deewana”, „Raja”, „Dil Hai Ki Manta Nahin”, „Pardes”, „Aa Ab Laut Chalen”, „Raaz”, „Więzy miłości”, „Wiem, czym jest miłość”, „Hum Tumhare Hain Sanam”, „Dil Hai Tumhaara”, „Dil Ka Rishta”, „Yeh Dil”, „Andaaz”, „Qayamat”, „Hungama”, „Tumsa Nahin Dekha”, „Bewafaa”, „Deszcz” czy „Dosti: Friends Forever”.
- BIN SAJAN JHOOLA JHULU (Kumar Sanu, Sadhana Sargam)
- GAWAH HAI CHAND TARE (Kumar Sanu, Alka Yagnik)
- KAGA TO UD GAYA (Alka Yagnik)
- JAB SE TUMHEN DEKHA (Kumar Sanu, Sadhana Sargam)
- SACHCHA ASHIQ HAI TO (Kumar Sanu, Alka Yagnik)